# Regierungsbezirk

Verticale bestuursstructuur in Duitsland

Een Regierungsbezirk is een bestuurlijke regio in Duitsland, een onderbestuurslaag van enkele deelstaten en is onderverdeeld in districten (de Landkreis en de stedelijke Kreisfreie Stadt).
Vier van de zestien deelstaten zijn onderverdeeld in samen 19 Regierungsbezirke.
Niet alle deelstaten hebben dus deze bestuurslaag: de meeste deelstaten zijn direct onderverdeeld in districten. Met uitzondering van Baden-Württemberg, waar dit administratieve niveau door de administratieve hervorming van 2005 versterkt werd, staan de zin en het voortbestaan ervan ter discussie. Zo werden de drie Regierungsbezirke van Rijnland-Palts in 1999, de drie van Saksen-Anhalt in 2003 en de vier van Nedersaksen in 2004 opgeheven. De Regierungsbezirke in Saksen werden bij de bestuurlijke herordening in 2008 hernoemd in Direktionsbezirke, die op hun beurt op 1 maart 2012 tot één enkele Landesdirektion Sachsen samengevoegd werden.

## Overzicht van deRegierungsbezirkeper deelstaat
- Beieren:
  - Mittelfranken
  - Niederbayern
  - Oberbayern
  - Oberfranken
  - Oberpfalz
  - Schwaben
  - Unterfranken

- Baden-Württemberg:
  - Freiburg
  - Karlsruhe
  - Stuttgart
  - Tübingen

- Hessen:
  - Darmstadt
  - Gießen
  - Kassel

- Noordrijn-Westfalen: 
  - Arnsberg
  - Detmold
  - Düsseldorf
  - Keulen
  - Münster

## VoormaligeRegierungsbezirkemet enkel administratieve betekenis (NUTS-2)
- Nedersaksen:
  - Braunschweig
  - Hannover
  - Lüneberg
  - Weser-Ems

- Rijnland-Palts:
  - Koblenz
  - Rijn-Hessen-Palts
  - Trier

- Saksen: 
  - Chemnitz
  - Dresden
  - Leipzig